# Бензоат лития
Бензоат лития — органическая соль бензойной кислоты и лития с формулой C6H5-COOLi.
Белое кристаллическое вещество.

## Получение
- Бензоат лития можно получить обычными для солей методами, например из основания и кислоты:

{\displaystyle {\mathsf {LiOH+C_{6}H_{5}{\text{-}}COOH\ {\xrightarrow {\ }}\ C_{6}H_{5}{\text{-}}COOLi+H_{2}O}}}
- или из карбоната лития

{\displaystyle {\mathsf {Li_{2}CO_{3}+2\ C_{6}H_{5}{\text{-}}COOH\ {\xrightarrow {\ }}\ 2\ C_{6}H_{5}{\text{-}}COOLi+H_{2}O+CO_{2}\uparrow }}}

## Физические свойства
Легкий белый порошок или мелкие блестящие кристаллы без запаха или с слабым запахом бензоина.
Имеет сладковатый вкус.
Хорошо растворяется в воде.

## Применение
Бензоат лития производится в больших количествах, цена ≈ 150 $/кг.

### Фармакология
Препарат Лития бензоат (Lithium benzoate) — нормотимическое средство (нормализует психическое состояние, не вызывая общей заторможенности). Оказывает также антидепрессивное, седативное и антиманиакальное действие. Эффект обусловлен ионами лития, которые, являясь антагонистами ионов натрия, вытесняют их из клеток и тем самым снижают биоэлектрическую активность нейронов мозга. Ускоряет распад биогенных аминов (снижается концентрация норэпинефрина и серотонина в тканях мозга). Повышает чувствительность нейронов гиппокампа и других областей мозга к действию допамина. Взаимодействует с липидами, образующимися при метаболизме инозита.
В терапевтических концентрациях блокирует активность инозил-1-фосфатазы и снижает концентрацию нейронального инозита, который участвует в регуляции чувствительности нейронов.
Благоприятное действие лития при мигрени может быть связано с изменением концентраций серотонина и гистамина в тромбоцитах. Антидепрессивное действие может быть связано с усилением серотонинергической активности и снижением регуляции функции β-адренорецепторов.